# 31104 Annanetrebko
31104 Annanetrebko è un asteroide della fascia principale. Scoperto nel 1997, presenta un'orbita caratterizzata da un semiasse maggiore pari a 2,2752191 UA e da un'eccentricità di 0,1313595, inclinata di 5,08422° rispetto all'eclittica.